# 埃尔迈拉 (纽约州)
埃尔迈拉（英語：Elmira, New York）是美國紐約州希芒縣的縣治。2000年人口30,940人。
1792年開埠，稱為「Town of Newtown」（直譯為新鎮鎮）。1808年改名，1864年設市。